# William Sly (Schauspieler)

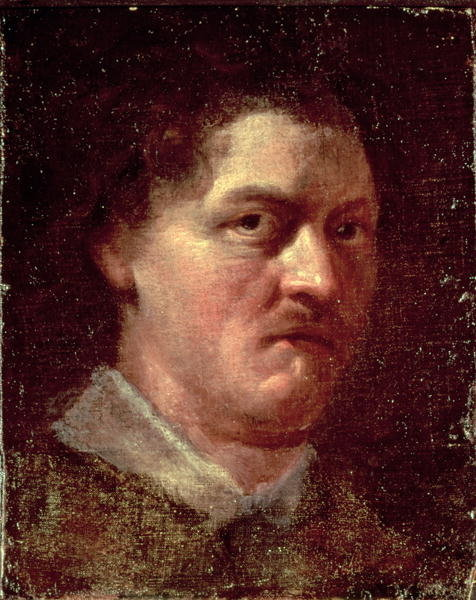
William Sly, porträtiert von einem unbekannten Maler, in der Dulwich Picture Gallery, London

William Sly († August 1608) war ein englischer Schauspieler des Elisabethanischen Theaters und ein Kollege von William Shakespeare und Richard Burbage bei der Theaterkompanie Lord Chamberlain’s Men und deren Nachfolger, den King’s Men.
Über sein frühes Leben ist nichts bekannt. Erstmals wird er erwähnt, als er den König Porrex I. in dem etwa 1591 produzierten Stück The Seven Deadly Sins (vermutlich verfasst von Richard Tarlton) spielte. In dem hierfür, aus Mitgliedern der Lord Strange’s Men und den Admiral’s Men zusammengestellten, Ensemble befanden sich auch Augustine Phillips, Thomas Pope, Richard Cowley und George Bryan, mit denen er wenige Jahre später, vereint bei den Lord Chamberlain’s Men, erfolgreich zusammenarbeiten sollte. Bei diesen wurde er 1594 zunächst nur engagiert, aber als George Bryan sich drei Jahre später aus Altersgründen zurückzog, wurde er auch Gesellschafter. Dies gilt aber nicht als gesichert.
Sly wird zwischen Oktober 1594 und Januar 1595 in Philip Henslowes berühmtem Tagebuch erwähnt. Sly erwarb bei ihm ein Juwel in einer weißen Fassung und zahlte den Preis in Raten. Henslowe verzeichnete acht separate Zahlungen.
Sly wird in einer erhaltenen Besetzungsliste in den nächsten Jahren aufgeführt für Every Man in His Humour (1598), Every Man out of His Humour (1599) und Sejanus His Fall (1603) – alle von Ben Jonson. Als die Lord Chamberlain’s Men im Mai 1603 zu den King’s Men wurden,  war Sly einer ihrer Gesellschafter. Einige der King’s Men haben in der Einführung zu John Marstons Stück The Malcontent einen Cameo-Auftritt, während Sly auf der Bühne einen Zuschauer spielt. Hier deklamierte er einige Zeilen des Höflings Osric aus Hamlet, was darauf hindeutet, dass er wohl auch in Hamlet diesen Charakter spielte.
1605 wurde Sly Anteilseigner des Globe Theatre. Auch wurde er im gleichen Jahr zum Testamentsvollstrecker seines Kollegen Augustine Phillips bestellt. Sly besaß auch Anteile am Blackfriars Theatre, als die King’s Men es im August 1508 übernahmen. Kurze Zeit später starb Sly und seine Anteile wurden unter den anderen Gesellschaftern aufgeteilt. Er wurde am 16. August 1608 in der St. Leonard’s Church in Shoreditch beerdigt.
In seinem Testament hinterließ er seinem befreundeten Kollegen Robert Browne die Anteile, welche er am Globe hielt; ein Betrag von 40 Pfund ging an einen James Saunder (oder Sands), der 20 Jahre zuvor ebenfalls einer der Boy Actors in The Seven Deadly Sins gewesen sein könnte.
Sein Schwert sowie seinen Hut erhielt Cuthbert Burbage.